# Jean Turlier
Pour les articles homonymes, voir Turlier.
Jean Turlier est un acteur français de cinéma et de télévision.

## Filmographie

### Cinéma
- 1974 : Q de Jean-François Davy : Le curé
- 1975 : La Cage de Pierre Granier-Deferre : Le gros homme
- 1975 : Adieu poulet de Pierre Granier-Deferre : le cafetier
- 1976 : Le Corps de mon ennemi d'Henri Verneuil : La Roche-Bernard
- 1977 : Une femme, un jour... de Léonard Keigel
- 1977 : Le Juge Fayard dit Le Shériff d'Yves Boisset : le député Chalaberd
- 1981 : Madame Claude 2 de François Mimet
- 1982 : Le Gendarme et les Gendarmettes de Jean Girault  : le ministre
- 1983 : Stella de Laurent Heynemann : La Montagne
- 1985 : Le Mariage du siècle de Philippe Galland : Le premier ministre
- 1985 : Les Loups entre eux de José Giovanni
- 1986 : Signé Renart de Michel Soutter
- 1986 : L'État de grâce de Jacques Rouffio
- 1991 : Venins de Max Reid

### Télévision
- 1972 : Les Rois maudits (mini-série)
- 1973 : Beau-François (téléfilm)
- 1975 : Messieurs les jurés : L'Affaire Andouillé de 'Michel Genoux
- 1976 : Minichroniques de René Goscinny et Jean-Marie Coldefy, épisode : La Fable publicitaire
- 1977 : Un juge, un flic de Denys de La Patellière, première saison (1977), épisode : Le Crocodile empaillé
- 1978 : Les Folies Offenbach, épisode Les Bouffes Parisiens de Michel Boisrond
- 1977 : Les Cinq Dernières Minutes : Châteaux en campagne de Guy Lessertisseur
- 1979 : Le Comte de Monte-Cristo (mini-série)
- 1980 : Petit déjeuner compris - Feuilleton en 6 épisodes de 52 min - de Michel Berny
- 1980 : Julien Fontanes, magistrat - épisode : Les mauvais chiens de Guy Lefranc
- 1981 : Les Amours des années grises (série)
- 1983 : Monsieur Abel de Jacques Doillon
- 1984 : Les Cinq Dernières Minutes (épisode Deuil en caravane) série télévisée de Jean-Louis Muller